# Nankin
Nankin är/var en tät, ofta fiskbensmönstrad bomullslärft. Den tillverkades ursprungligen i Nanking, varifrån den också fått sitt namn, i Kina av en speciell nankingbomull. Tyget kunde vara vitt, rött, blått, brunt men oftast gult eller rödgult. Nankin brukades under 1700-talet som i klädesplagg och som möbeltyg. Under början av 1900-talet kallades ibland gul domestik för nankin.
I Fredmans epistel 80 av Carl Michael Bellman, Liksom en herdinna, bär Ulla Winblad en tröja av nankin.
Nankintygets typiskt gula färg har också använts som generell benämning på färgen eller färgstoff med den färgen.